# Zamach na Roberta F. Kennedy’ego
Zamach na Roberta F. Kennedy’ego – wydarzenie w historii Stanów Zjednoczonych, mające miejsce 5 czerwca 1968 w Los Angeles, w wyniku którego zginął kandydat w wyborach prezydenckich z 1968, Robert Francis Kennedy. Sprawcą zamachu był Sirhan Bishara Sirhan.

## Przyczyny

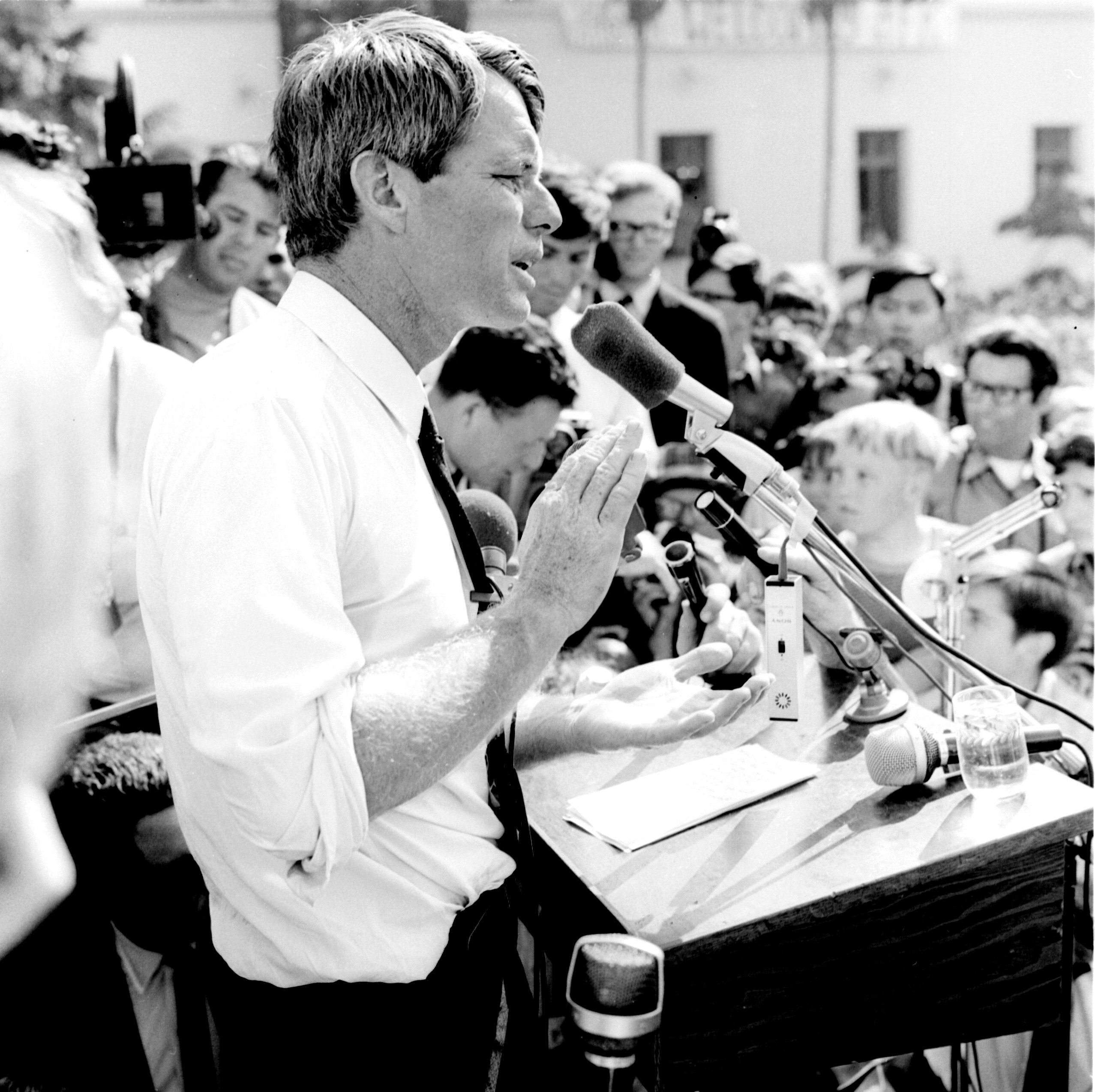
Robert Kennedy na konwencji Demokratów w czerwcu 1968

Po śmierci trzydziestego piątego prezydenta USA, Johna F. Kennedy’ego w 1963, fotel głowy państwa objął Lyndon B. Johnson. W tym czasie brat zamordowanego prezydenta, Robert Kennedy, piastował urząd prokuratora generalnego. We wrześniu 1964 roku zrezygnował z funkcji, by ubiegać się o mandat senatora ze stanu Nowy Jork, czego udało mu się dokonać. Kiedy kadencja Johnsona dobiegała końca, kampania prezydencka była głównie skoncentrowana na wojnie w Wietnamie. Rok 1968 obfitował w antywojenne demonstracje. Jednym z głównych przeciwników wojny był Martin Luther King, zamordowany 4 kwietnia 1968. Do wyścigu o fotel prezydencki włączył się wówczas Robert Kennedy, zdecydowany przeciwnik polityki wojennej Johnsona. Planował nawet wystąpić przeciw prezydentowi w prawyborach Partii Demokratycznej. Ostatecznie prezydent zrezygnował z ubiegania się o nominację swojej partii. Kennedy, jeszcze przed ubieganiem się o nominację prezydencką, w czerwcu 1967, wypowiedział się ws. wojny sześciodniowej. Zdecydowanie poparł wtedy Izrael, co było powodem podjęcia decyzji o zamachu przez Palestyńczyka Sirhana.

## Przebieg zamachu
Prawybory, mające wyłonić kandydata Partii Demokratycznej, odbywały się 4 czerwca 1968 roku w Kalifornii. O nominację ubiegało się aż trzech polityków – Robert Kennedy, Eugene McCarthy i wiceprezydent Hubert Humphrey. Szybko jednak okazało się, że McCarthy nie może liczyć na poparcie, zatem konwencja w Los Angeles miała wyłonić kandydata spośród pozostałej dwójki. Po zakończeniu głosowania i zamknięciu lokali wyborczych stało się jasne, że Robert Kennedy zwyciężył. Krótko po północy (5 czerwca) podziękował zebranym w hotelu Ambassador za udział w głosowaniu i udzielone poparcie. Planował także zejść do ludzi i przejść przez całą salę balową, co jednak odradzali mu osobisty ochroniarz – agent FBI William Barry i doradca, Fred Dutton. Ten ostatni przekonał Kennedy’ego, by poszedł na zapowiedzianą konferencję prasową, do sąsiedniej sali.
Gdy Kennedy wraz ze współpracownikami przechodził wąskim korytarzem, zza maszyny do lodów wyskoczył Sirhan Sirhan, trzymając rewolwer Iver-Johnson Cadet i strzelił kilkukrotnie do Kennedy’ego. Pierwsza kula trafiła w głowę, za prawym uchem. Dwie kolejne trafiły w tylną część szyi i klatkę piersiową. Ostatnia kula chybiła celu, ocierając się o marynarkę. Oprócz Kennedy’ego rannych zostało pięć osób: wolontariusz Irwin Stroll, działaczka Demokratów Elizabeth Evans, dziennikarze William Weisel i Ira Goldstein oraz związkowiec Paul Schrade.

## Śmierć senatora

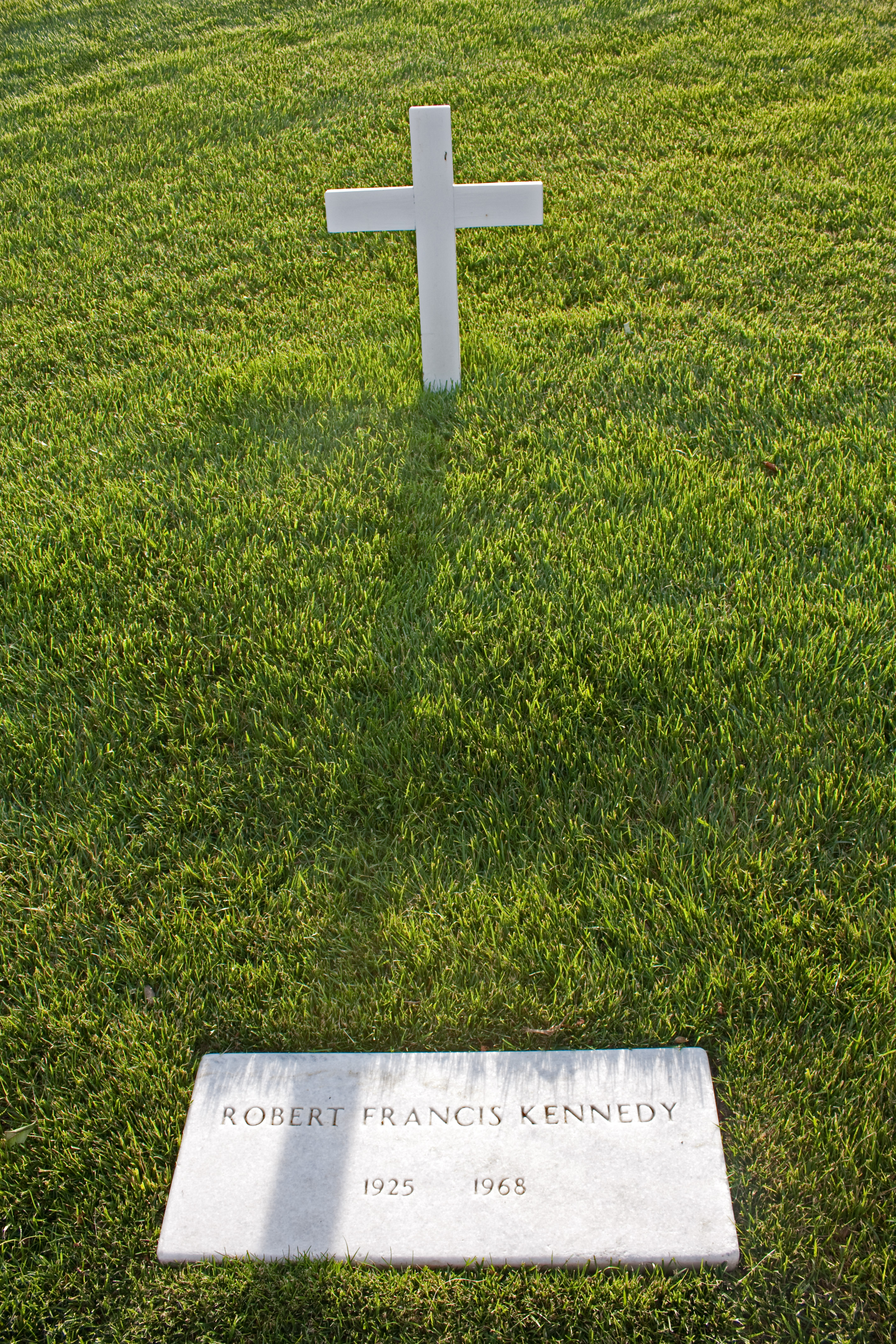
Grób Roberta Kennedy’ego na cmentarzu Arlington

Natychmiast po strzałach wokół senatora zebrał się tłum ludzi i dziennikarzy. Kennedy był jeszcze przytomny i zdążył zapytać „Czy wszyscy są bezpieczni, są OK?”. Niedługo potem do rannego przyprowadzono jego żonę, Ethel, oraz sanitariuszy z noszami. Zaraz potem senator stracił przytomność i został przewieziony do szpitala Central Receiving Hospital. Lekarze daremnie wykonywali masaż serca i usiłowali go ocucić. By przeprowadzić skomplikowaną operację, przewieziono go do szpitala Good Samaritan. W wyniku trwającej niespełna 4 godziny operacji lekarze usunęli z głowy senatora kulę i odłamki kości, jednak nie udało im się uratować życia. Robert Kennedy zmarł następnego dnia po zamachu, 6 czerwca 1968 roku, o godzinie 01:44. Został pochowany na Cmentarzu Narodowym w Arlington obok swojego brata, Johna.
Konsekwencją śmierci senatora była nominacja Partii Demokratycznej dla Huberta Humphreya. Przegrał on jednak z kandydatem Republikanów, Richardem Nixonem. W tamtych czasach kandydaci na prezydentów nie posiadali ochrony Secret Service. Po śmierci senatora Kongres wprowadził poprawki do ustawy, którą podpisał jeszcze Lyndon Johnson. Już w 1968 roku wszyscy kandydaci zostali objęci państwową ochroną.

## Proces zamachowca
Niezwłocznie po zamachu Sirhan został dwukrotnie uderzony w twarz przez agenta FBI, Williama Barry’ego. W trakcie szamotaniny Palestyńczyk usiłował jeszcze strzelać, ale magazynek był już pusty Niebawem, kiedy wokół rannego zebrał się tłum, na Sirhana rzucili się dwaj pozostali osobiści ochroniarze, Rafer Johnson i Roosevelt Grier. Został on obezwładniony i schwytany. Na procesie jego obrońcy bezskutecznie usiłowali wykazać jego niepoczytalność. 17 kwietnia 1969 został skazany na śmierć za zabójstwo pierwszego stopnia. Ponieważ w 1972 roku Sąd Najwyższy Stanów Zjednoczonych anulował wszystkie wyroki śmierci sprzed 1972, Sirhan Sirhan został skazany na karę dożywocia, którą odsiaduje w więzieniu stanowym w Corcoran.

## Teorie alternatywne
Przez ponad 40 lat po śmierci senatora z Nowego Jorku pojawiały się hipotezy, kto stał za zamachem. Najczęściej podejrzenia kieruje się na CIA, ponieważ analiza zdjęć wykonanych 6 czerwca wykazała, że znajdowało się tam dwóch agentów wywiadu: David Morales i George Joannides. Powodem, dla którego CIA miałaby chcieć śmierci senatora, był jego sprzeciw wobec planów inwazji na Kubę w Zatoce Świń w 1961 roku. Dowództwo agencji odmówiło komentarzy na ten temat. Niektóre podejrzenia padają także na Pentagon, gdyż Kennedy bardzo krytycznie wypowiadał się o działaniach podczas wojny wietnamskiej.
Drugą, równie popularną teorią, jest obecność drugiego zamachowca. Miał on stać za senatorem i strzelać do niego z tyłu. Za tą teorią przemawiają zeznania niektórych świadków, którzy twierdzili, że usłyszeli, jak padło 13 strzałów, tymczasem rewolwer Sirhana mógł pomieścić jedynie 8 nabojów. W czasie dochodzenia zamachowiec zeznał, że działał sam i z nikim się nie kontaktował. Wobec licznych wątpliwości, w 1975 roku Sąd Najwyższy nakazał organom śledczym zweryfikowanie teorii drugiego strzelca. Eksperci stwierdzili wówczas, że obecność drugiego snajpera jest mało prawdopodobna, choć znaleźli na łuskach ślady niepasujące do rewolweru Sirhana. Koroner przeprowadzający autopsję senatora, dr Thomas Noguchi, uznał, że rana głowy Kennedy’ego była wynikiem strzału z tyłu z kilku centymetrów. Tymczasem naoczni świadkowie stwierdzili, że Sirhan strzelał z odległości ok. metra, będąc z przodu senatora. W wątpliwość podaje się także liczbę kul – znaleziono bowiem dwa dodatkowe ślady po pociskach we framudze obrotowych drzwi kuchennych. Według niektórych autorów, drugim zamachowcem mógł być prawicowy ochroniarz Kennedy’ego, Thane Eugene Cesar.
Przeprowadzone w USA badania opinii publicznej unaoczniają, że większość społeczeństwa amerykańskiego uważa, iż Kennedy został zabity w wyniku spisku.